# Lista över svenska artister efter försäljning
Detta är en lista över svenska band och artister efter försäljning.

## Lista
| Artist / Band       | Sålda                      |
| ------------------- | -------------------------- |
| Abba                | 375 miljoner[källa behövs] |
| Roxette             | 75 miljoner                |
| Ace of Base         | 40 miljoner                |
| Avicii              | 30 miljoner                |
| Zara Larsson        | 21 miljoner                |
| Spotnicks           | 18 miljoner                |
| Cardigans           | 15 miljoner                |
| Dr Alban            | 14 miljoner                |
| Alcazar             | 12 miljoner[källa behövs]  |
| Vikingarna          | 11 miljoner                |
| Europe              | 10 miljoner                |
| Swedish House Mafia | 10 miljoner                |
| Rednex              | 10 miljoner                |
| Army of Lovers      | 7 miljoner                 |
| A-Teens             | 6 miljoner[källa behövs]   |
| Eagle Eye Cherry    | 4 miljoner                 |